# Сланици (ТВ филм)
„Сланици” је југословенски ТВ филм из 1973. године. Режирао га је Јован Аћин а сценарио је написао Миленко Вучетић.

## Улоге
| Глумац                     | Улога                    |
| -------------------------- | ------------------------ |
| Мира Бањац                 | Кокица                   |
| Ђурђија Цветић             | Катица, ћерка Кокицина   |
| Татјана Лукјанова          | Спасенија, жена Батицина |
| Драгољуб Милосављевић Гула | Батица, брат Кокицин     |
| Ђорђе Јелисић              | Урош, муж Катичин        |